# Estádio Severiano Gomes Filho
O Estádio Severiano Gomes Filho, ou Estádio da Pajuçara, foi um estádio de futebol de Maceió, Alagoas, que pertenceu ao Clube de Regatas Brasil (CRB).
Sua capacidade era de aproximadamente 10.000 pessoas. O estádio não costumava ser usado para competições oficiais desde a inauguração do Estádio Rei Pelé, em 1970. Eventualmente, o estádio foi usado como sede para os jogos do CRB e de outros times quando o Rei Pelé se encontrou em reforma, entre 1992 e 1993, por exemplo.

## História
O Estádio da Pajuçara surgiu na história do Clube de Regatas Brasil de maneira interessante. Quando os irmãos Gondim mais Lauro Bahia, José Leite, Abelardo Duarte e outros, ingressaram no clube da pajuçara, começou a aparecer o futebol. E tudo iniciou com os “rachas” no meio das ruas da pajuçara. Como muitas vidraças foram quebradas, a turma sentiu a necessidade de se encontrar um local onde o Clube de Regatas Brasil pudesse jogar futebol, um esporte que começara a mexer com os rapazes alvi-rubros. O local escolhido é o mesmo onde hoje se encontra o estádio Severiano Gomes Filho, o estádio da pajuçara. O terreno pertencia a Dona Maria Torres que arrendou o local para o clube por duzentos mil réis. Foi preciso muito trabalho para se nivelar o terreno que era cheio de altos e baixos. Mas, todos estavam entusiasmados com o futebol, e aos domingos e feriados, dirigentes junto com seus atletas e familiares e mais simpatizantes, trabalhavam forte para preparar o local para um campo de futebol. Isso aconteceu em 1916. Um ano depois, na gestão de Pedro Lima, começaram as obras para a construção de um estádio verdadeiro. Antes, era somente o campo de futebol. A tenacidade e o esforço do seu presidente e seus companheiros, esbarravam na qualidade do terreno, onde a grama demorava a nascer. Mesmo sem recursos financeiros, o trabalho não parava. Ia devagar, mas ia. 
O primeiro jogo interestadual aconteceu no dia 2 de maio de 1920. O CRB trouxe a Maceió a equipe do Flamengo de Recife. Na época, o rubro negro pernambucano era um das melhores equipes daquele Estado. Somente no dia 21 de fevereiro de 1921 é que foi lavrada a escritura de aforamento do terreno que até aquela data continuava arredado. Enquanto isso, os trabalhos no estádio continuavam. Para alegria de todos, no dia 9 de setembro de 1921, eram inaugurado o primeiro lance de arquibancada num jogo festivo contra o Centro Sportivo do Peres também de Recife. Na época, as arquibancadas era de madeira. As grandes arquibancadas de cimento armado somente iniciaram sua construção em 1954. São as mesmas que ainda hoje se encontram no estádio com uma pequena ampliação.
Na pajuçara os muros eram baixos, e havia facilidade para se pular. Muitos, entretanto, preferiam ficar em cima do muro, ou mesmo nos galhos das arvores que ficavam perto do campo. E lá, num tremendo esforço para não cair, torciam por seus clubes com o mesmo entusiasmo daqueles que estavam nas arquibancadas. Para conseguir um lugar no muro ou nos galhos das arvores era preciso muita malícia e agilidade.
Um dos dias que o estádio das pajuçara mais recebeu público, foi quando o Santos de Pelé visitou pela primeira vez, no dia 25 de julho de 1965, em amistoso que o alvinegro venceu o CRB por 6x0, com gols de Pelé (dois), Coutinho (dois), Toninho Guerreiro e Peixinho.
Rivellino, um dos maiores ídolos da história do Corinthians, estreou na equipe profissional do time do Parque São Jorge justamente no Estádio Severiano Gomes Filho.
Para voltar a sediar jogos do CRB no Campeonato Alagoano de 2006, o estádio passou por uma pequena reforma. No fim de 2008, foi feita uma reforma maior para jogos oficiais do clube em 2009, pois o Estádio Rei Pelé foi interditado parcialmente por encontrar-se seriamente comprometido.
Nos últimos anos, foi construído mais um lance de arquibancada, o que aumentou a capacidade de 6.000 para 8.500 pessoas. Essa construção foi organizada e subsidiada pelos torcedores, através da associação "CRB Acima de Tudo" Que continua lutando para terminar a ampliação das arquibancadas descobertas do estádio, fazendo com que o Clube de Regatas Brasil se tornasse menos dependente do Estádio Rei Pelé.
Em 2014, o estádio foi vendido a uma rede de supermercados e o dinheiro da venda foi usada para quitação de dívidas e a construção do Ninho do Galo, inaugurado em 2015.

### Jogo da Sofia
Na Pajuçara, ocorreu o mais memorável clássico entre CRB e CSA. A partida do dia 1º de outubro de 1939 ficou conhecida como o "Jogo da Sofia", quando o CRB venceu o rival por 6 a 0 na decisão do Campeonato Alagoano. Diz a história que o jogador Arlindo (um dos destaques do CRB na partida) era adepto do jogo do bicho e criava uma cabra chamada Sofia. De vez em quando, ele cantava uma uma modinha com todos os bichos do jogo, e ao chegar na cabra, ele dava uma paradinha e relembrava o jogo. Arlindo (2), Duda Bocão (2), Ramalho e Cláudio Régis foram os aturoes dos gols da partida.